# Braga
Braga là một đô thị thuộc bang Rio Grande do Sul, Brasil. Đô thị này có diện tích 128,992 km², dân số năm 2007 là 3826 người, mật độ 29,66 người/km².